# Pseudautomeris roseus
Pseudautomeris roseus är en fjärilsart som beskrevs av Conte 1906. Pseudautomeris roseus ingår i släktet Pseudautomeris och familjen påfågelsspinnare. Inga underarter finns listade i Catalogue of Life.